# Anson Gardner Betts
Anson Gardner Betts (* 14. April 1876 in Lansingburgh, Troy (New York); † 3. Februar 1976 in Northampton (Massachusetts)) war ein US-amerikanischer Chemiker.
Betts studierte an der Yale University mit dem Bachelor-Abschluss 1897 und an der Columbia University mit dem Master-Abschluss 1898.
Er ist für die Betts-Methode zur elektrolytischen Reinigung von Blei bekannt und wird zur Herstellung von besonders reinem Blei benutzt (etwa von Bismut-Beimengungen). Er hielt ab 1901 mehrere Patente dafür. 1905 entwickelte er ein Verfahren zur elektrolytischen Gewinnung von Zink.
1925 erwarb er ein Mangan-Bergwerk bei Plainfield (Massachusetts), die sein Sohn fortführte.

## Schriften
- Lead refining by electrolysis, Wiley 1908
  - Deutsche Übersetzung: Bleiraffination durch Elektrolyse, Halle: Knapp 1910